# 927
Évszázadok: 9. század – 10. század – 11. század
Évtizedek: 870-es évek – 880-as évek – 890-es évek – 900-as évek – 910-es évek – 920-as évek – 930-as évek – 940-es évek – 950-es évek – 960-as évek – 970-es évek
Évek: 922 – 923 – 924 – 925 –  926 – 927 – 928 – 929 – 930 – 931 – 932

## Események

### Európa
- 63 éves korában meghal I. Simeon bolgár cár. Utóda második fia, a fiatalkorú Péter, aki helyett egyelőre anyai nagybátyja, Georgi Szurszuvul kormányoz. Hogy bebizonyítsa hadvezéri képességeit, Péter betör Trákiába, de rövidesen békét köt Bizánccal. Rómanosz bizánci császár feleségül adja hozzá unokáját, Maria Lekapénét, elismeri Péter császári (cári) címét és a bolgár egyház autokefál voltát, valamint éves adót fizet a bolgároknak.
- Æthelstan angolszász király elfoglalja Yorkot, az utolsó, vikingek által megszállt régiót Angliában. Ezzel elsőként egyesíti valamennyi angolszász királyságot. A skót II. Konstantin, a strathclyde-i Owain és walesi Hywel Dda királyok hűségesküt tesznek neki.
- Az önálló hercegség létrehozásán fáradozó II. Heribert vermandois-i gróf Madarász Henrik német királlyal tárgyal, majd kiengedi az addig börtönben tartott Együgyű Károlyt és Saint-Quentinben elismeri őt törvényes királynak (Rudolf király ellenében).
- Meghal Acfred aquitániai herceg. Nemzetsége vele kihal és ő Ebles poitiers-i grófra hagyja a hercegséget.
- IV. Alfonz leóni király békét köt bátyjával, a galiciai Sanchóval.
- A Fátimidák a szicíliai szaracénok segítségével és a szláv származású Szabir al-Fata vezetésével kifosztják Tarantót és Otrantót.
- A 927/928-as tél szokatlanul hideg egész Európában, a Bizánci Birodalomban éhínség tör ki.

### Abbászida Kalifátus
- A bahreini karámiták egy kisebb sereggel betörnek Dél-Irakba és hamarosan elfoglalják Kúfát. Legyőzik az ellenük küldött, jóval nagyobb hadsereget, elfogják és kivégzik annak parancsnokát, Júszuf ibn Abil-Szadzs azerbajdzsáni emírt. Az abbászida hatóságok pánikba esnek és elárasztják a Bagdad környéki síkságot, hogy megelőzzék a főváros ostromát.

### Korea
- Kései Pekcse királya, Kjon Hvon meglepetésszerű támadást intéz Silla ellen és jelentősebb ellenállás nélkül elfoglalja a fővárosát. Kjonge sillai király öngyilkos lesz, hogy elkerülje a fogságot. Kjon Hvon egy sillai herceget, Kjongszunt ülteti az ország meghagyott részének élére.

## Születések
- Szung Taj-cu, a Szung-dinasztia császára

## Halálozások
- május 27. – I. Simeon, bolgár cár
- Acfred, aquitániai herceg
- Berno, Cluny első apátja
- Kjonge, sillai király